# Kostel Nejsvětější Trojice (Lipnice)
Kostel Nejsvětější Trojice je zaniklý kostel, který stál v zaniklé obci Lipnice. Po zániku Lipnice přešlo území pod obec Vintířov v okrese Sokolov v Karlovarském kraji.

## Historie
Na místě kostela stála ještě v roce 1835 na malém návrší na severním okraji obce kaple z 18. století. Pravděpodobně byla zasvěcena Nejsvětější Trojici. 
Původně patřila Lipnice církevní správou pod sokolovské arciděkanství. Obyvatelé docházeli na bohoslužby do kostela v Královském Poříčí. Po roce 1856 patřila Lipnice farně pod Lomnici s kostelem svatého Jiljí. Narůstaly však snahy o výstavbu vlastního kostela. V květnu 1908 byl ustaven spolek pro stavbu kostela.
Základní kámen nového kostela by položen 4. července 1937 a k vysvěcení došlo 24. října 1937. Po druhé světové válce a vysídlení německého obyvatelstva došlo k dosídlení Lipnice, ale již v roce 1952 byly zahájeny práce na otvírce povrchového lomu Lipnice. Lom začal rychle zabírat území obce Lipnice. Demolice kostela proběhla v roce 1952. Počátkem šedesátých let se těžba lomu Lipnice omezila, ale od roku 1964 se opět zvýšila. Důvodem bylo připravit další výsypný prostor pro povrchový lom Jiří. K 26. listopadu 1971 byla ukončena činnost národního výboru v Lipnici a území přešlo pod obec Vintířov. Těžba v lomu Lipnice skončila v roce 1976 a místo vytěženého lomu začala překrývat výsypka lomu Jiří. Místo zaniklého kostela tak leží překryté mohutnou výsypkou.

## Stavební podoba
Kostel byl jednolodní novorománskou plochostropou stavbou na obdélném půdorysu. Odsazený presbytář byl zakončen půlkruhově a osvětlen jedním oknem ve východní stěně. K závěru jižní stěny kostela přiléhala malá sakristie. Vnitřní i vnější stěny lodi byly rytmizovány pilastry. Interiér byl osvětlen čtyřmi obdélnými, půlkruhově ukončenými obdélnými okny. Na západní straně kostela byla umístěna nad průčelím hranolová věž, ve které byl zavěšen malý zvon.
Zvon, který odlil zvonař Oktav Winter z Braunau (dnešní Broumov), byl uschován v kostele svatého Vavřince v Chodově. Po opravách byl instalován do kapličky svaté Anny ve Vintířově, kde se po mnoho letech opět rozezněl dne 9. října 2020.